# Аргентина на зимових Паралімпійських іграх 2014
Шаблон:Аргентина на Паралімпійських іграх
Аргентина на зимових Паралімпійських іграх 2014 року була представлена 3 спортсменами в двох видах спорту.

## Гірськолижний спорт
Чоловіки
| Спортсмен                                                          | Вид спорту                 | Забіг 1 | Забіг 1 | Забіг 1 | Забіг 2 | Забіг 2 | Забіг 2 | Остаточний/Всього | Остаточний/Всього | Остаточний/Всього |
| Спортсмен                                                          | Вид спорту                 | Час     | Різн.   | Місце   | Час     | Різн.   | Місце   | Час               | Різн.             | Місце             |
| ------------------------------------------------------------------ | -------------------------- | ------- | ------- | ------- | ------- | ------- | ------- | ----------------- | ----------------- | ----------------- |
| Карлос Хав'єр Кодина Томатис (англ. Carlos Javier Codina Thomatis) | слалом, стоячи             | 1:02.87 | +15.18  | 33      | 1:07.07 | +15.79  | 24      | 2:09.94           | +30.97            | 26                |
| Карлос Хав'єр Кодина Томатис (англ. Carlos Javier Codina Thomatis) | гігантський слалом, стоячи | 1:33.96 | +19.24  | 32      | 1:24.40 | +13.25  | 24      | 2:58.36           | +32.49            | 25                |
| Енріке Пленті (англ. Enrique Plantey)                              | гігантський слалом, сидячи | 1:34.37 | +16.27  | 25      | 1:31.28 | +17.18  | 19      | 3:05.65           | +32.92            | 19                |

### Сноуборд
Парасноуборд вперше було введено у програму на цих іграх.
Чоловіки
| Спортсмен                    | Забіг        | Перегони 1 | Перегони 1 | Перегони 2 | Перегони 2 | Перегони 3 | Перегони 3 | Всього  | Всього |
| Спортсмен                    | Забіг        | Час        | Місце      | Час        | Місце      | Час        | Місце      | Час     | Місце  |
| ---------------------------- | ------------ | ---------- | ---------- | ---------- | ---------- | ---------- | ---------- | ------- | ------ |
| Карлос Хав'єр Кодина Томатис | сноубордкрос | 58.01      | 9          | 56.99      | 8          | 56.57      | 6          | 1:53.56 | 9      |

## Лижні перегони
Чоловіки
| Спортсмен                                         | ВИд спорту                   | Кваліфікація | Кваліфікація | Кваліфікація | Півфінал                | Півфінал                | Фінал                   | Фінал                   | Фінал                   |
| Спортсмен                                         | ВИд спорту                   | Час          | Результати   | Місце        | Результати              | Місце                   | Час                     | Результати              | Місце                   |
| ------------------------------------------------- | ---------------------------- | ------------ | ------------ | ------------ | ----------------------- | ----------------------- | ----------------------- | ----------------------- | ----------------------- |
| Пабло Хав'єр Робледо (англ. Pablo Javier Robledo) | 1 км, спринт, стоячи         | 4:20.61      | 4:12.79      | 20           | Не пройшов кваліфікацію | Не пройшов кваліфікацію | Не пройшов кваліфікацію | Не пройшов кваліфікацію | Не пройшов кваліфікацію |
| Пабло Хав'єр Робледо (англ. Pablo Javier Robledo) | 10 км, вільний стиль, стоячи | Н/Д          | Н/Д          | Н/Д          | Н/Д                     | Н/Д                     | 28:17.2                 | 27:26.3                 | 23                      |
| Пабло Хав'єр Робледо (англ. Pablo Javier Robledo) | 20 км, стоячи                | Н/Д          | Н/Д          | Н/Д          | Н/Д                     | Н/Д                     | 1:05:24.2               | 1:02:47.2               | 12                      |